# Araçás
Araçás es un municipio brasileño del estado de Bahia. Su población estimada en 2004 era de 12.087 habitantes. Está localizado en el estado de Bahía entre los municipios de Pojuca, Catu, Alagoinhas, Itanagra y Entre Rios. Es una región con predominancia económica en la agricultura, produciendo aguacate.

## Historia
Su historia se confunde con la historia de Alagoinhas, del cual fue separado a través de la Ley Estatal n.º. 4.849, con fecha del 24 de febrero de 1989 y publicada el 25 y 26 de febrero del mismo año.
En la época de esclavitud, existía una carretera que venía de Subaúma y pasaba en el poblado de Aranha. “Araçá” era una hacienda que estaba próxima al poblado perteneciente al Capitán Manoel Dantas Novaes. 
Cierta vez en el poblado de Aranha se dio una epidemia, de la cual murió un gran número de personas y como el terreno del poblado es pedregoso, se reunió un grupo de personas y fueron a localizar un terreno arenoso para hacer un cementerio, encontrándolo en la Estancia Araçá. Para esto el Capitán Manoel Dantas Novaes sesolvió donar 100 parcelas de tierras para la construcción de la capilla y el cementerio, con la condición de que su sobrino Juán Barbosa Novaes sea el Padre de la misma, dando origen así el poblado de Araçás.
posteriormente Araçás se desenvolvió rápidamente cuando se construyó 2 galpones donde se realizaban ferias comerciales.

## Aspectos Naturales
Posee un río llamado río quiricó que atraviesa la zona urbana del municipio.

## Manifestaciones culturales
En 31 de enero, se conmemora el aniversario de la ciudad. Entre los días 22 y 24 se conmemoran las fiestas de junio. Y en el día 25 de diciembre se conmemora la Fiesta del Patrón Señor Dios Niño.
El Municipio posee diversos artistas tales como:
Clóvis Almeida Souza (Músico/Compositor)
Moisés Dias de los Santos (Músico/Compositor)
Neide Almeida Souza (Compositora Musical).
La banda de música, estilo fanfarria y filarmónica, se llama "Pionerus" y es administrada por el Colégio Engenheiro Luiz Santana Fuentes y cuenta con más de 80 integrantes. 
Posee una escuela de capoeira llamada "Academia de Capoeira San Jorge" que es filiada a la Asociación de Academias de Capoeira de Alagoinhas (AACACA).

## Educación
La principal institución educacional es el Colégio Municipal de Araças (CMA)